# Denys Zubrycki
Denys Zubrycki herbu Wieniawa (ukr. Денис Іванович Зубрицький, pol. Dionizy Zubrzycki, ur. 1777 w Batiatyczach, zm. 4 stycznia 1862 we Lwowie) – ukraiński historyk, etnograf, archiwista, publicysta, czołowy działacz ruchu moskalofilskiego w Galicji.
W 1795 ukończył gimnazjum we Lwowie, i rozpoczął karierę urzędniczą. W latach 1829–1847 był współpracownikiem Instytutu Stauropigialnego.
Zubrycki głosił potrzebę językowej i literackiej konsolidacji narodu ruskiego z Rosją, podkreślał niepodzielność całego narodu ruskiego, do którego zaliczał Rosjan, Ukraińców i Białorusinów. Powszechną cechą poglądów Zubryckiego był antysemityzm, pisał on m.in.:

Wydrzec biedny nasz lud z dłoni szatańskiej, to jest żydowskiej, jest pierwszym i najważniejszym krokiem do odrodzenia go.

Swoje utwory pisał w jazycziju oraz w językach polskim i niemieckim.

## Główne prace
- "Rys do historii narodu ruskiego w Galicji i hierarchii cerkiewnej w temże krolestwie" (1837),
- "Kronika miasta Lwowa" (1844),
- "Krytyczno-historyczna powieść minionych lat Czerwonej albo Halickiej Rusi" ("Критико–історична повість временних літ Червоної або Галицької Русі")(1845),
- "Historia starodawnego księstwa Halickiego w trzech tomach" ("Історія стародавнього Галицького князівства в трьох томах") (1852–1855).

## Publikacje w języku polskim
- O uprawie koniczyny : rada dla pospolitego rolnika, Lwów 1821.
- Uprawa lnu, rzecz dla galicyjskich gospodarzy,  Lwów: F. Piller 1829.
- Historyczne badania o drukarniach rusko-słowiańskich w Galicji, Lwów 1836.
- Rys do historii narodu ruskiego w Galicji i hierarchii cerkiewnej w temże krolestwie, z. 1: Od zaprowadzenia Chrześcijaństwa na Rusi aż do opanowania Rusi czerwonej przez Kazimierza Wielkiego od roku 988 do roku 1340, Lwów 1837.
- Kronika miasta Lwowa, Lwów 1844.
- Granice między ruskim i polskim narodem w Galicji, Lwów 1849.
- Historyczne badania o drukarniach rusko-słowiańskich w Galicji,  L'vov': Stavropigijskij Institut 1912.

## Literatura
- Енциклопедія українознавства, Lwów 1993, t. 3, s. 849
- Krystyna Szelągowska, Zubrzycki Dionizy [w:] Słownik historyków polskich, red. M. Prosińska-Jackl, Warszawa 1994, s. 583.